# Dianne Wiest
Dianne Evelyn Wiest (født 28. marts 1948) er en amerikansk teater-, tv- og filmskuespiller. Hun har to gange vundet Oscar for bedste kvindelige birolle; henholdsvis i 1987 og 1995 for sine indsatser i Hannah og hendes søstre og Bullets Over Broadway. I 1990 blev hun nomineret for Hele den pukkelryggede familie.
Wiest studerede ved University of Maryland. Hun arbejdede som teaterskuespiller før hun slog igennem i film. Begge hendes Oscar-vindende roller er instrueret af Woody Allen. Ud over at have medvirket i flere af Allens film, så har hun optrådt i bl.a. Footloose og Edward Saksehånd. Hun er ikke gift men har to adoptivbørn.

## Filmografi
- Rabbit Hole (2010)
- The Blackwater Lightship (2004)
- Halløj på Wall Street (1996)
- Bullets over Broadway (1994)
- Little man Tate - Vidunderbarnet (1991)
- Edward Saksehånd (1990)
- Hele den pukkelryggede familie (1989)
- September (1987)
- The Lost Boys (1987)